# Laurence Harvey
Laurence Harvey (Joniškis, Lituania, 1 de octubre de 1928-Londres, 25 de noviembre de 1973) fue un actor británico de origen lituano, nominado al premio Óscar.

## Biografía
Laurence Harvey mantuvo durante toda su vida que su nombre de nacimiento era Laruschka Mischa Skikne, aunque en realidad se llamaba Zvi Mosheh (Hirsh) Skikne. Fue el más joven de los tres hijos que tuvieron Ber "Boris" y Ella Skikne, una familia judía de la ciudad de Joniškis, Lituania. A los cinco años emigró con su familia a Sudáfrica, donde recibió el nombre de Harry. El futuro Harvey creció en Johannesburgo y fue en esa época cuando conoció el mundo de la interpretación entreteniendo al ejército sudafricano durante la Segunda Guerra Mundial. Después de trasladarse a Londres, se apuntó en la Royal Academy of Dramatic Art, donde fue conocido con el nombre de Larry, modificando su nombre artístico al de "Laurence Harvey", inspirado en el nombre de la tienda de Harvey Nichols, Harvey's Bristol Cream.
Después de interpretar diferentes papeles, su primero importante llegaría con la película de 1959 Un lugar en la cumbre, de la mano del director Jack Clayton. Por este papel, Harvey recibiría una nominación a los Premios BAFTA y otra al Óscar al mejor actor, convirtiéndose en el primer actor de origen lituano en recibir una nominación. 
Durante la década de los 50 y los 60, Harvey apareció en diferentes proyectos, entre los que se incluyen Una mujer marcada (1960), El Álamo (1960), La gata negra (1962), El precio de la muerte (1963) con Lee Remick, Darling (1965) y la afamada The Manchurian Candidate (1962), por la que sería mundialmente conocido. También interpretaría el papel de rey Arturo en el musical de Alan Jay Lerner y Frederick Loewe Camelot.
En 1968, en plena disputa por los derechos con Woodfall Films por La última carga (The Charge of the Light Brigade, 1968), Woodfall lo eligió como el príncipe ruso. Él realizó el papel, aunque nunca vio los resultados. En 1973, Harvey moría víctima de un cáncer de estómago.

## Filmografía
- La rosa negra (1950) (The Black Rose), de Henry Hathaway.
- Talismán (1954) (King Richard and the Crusaders), de David Butler.
- Romeo y Julieta, de Renato Castellani 1955
- Soy una cámara (1955) (I Am a Camera), de Henry Cornelius.
- Tempestad en el Nilo (1955) (Storm Over the Nile), de Zoltan Korda.
- Tres hombres en un bote (1956) (Three men in a boat), de Ken Annakin.
- Un lugar en la cumbre (1959) (Room at the Top), de Jack Clayton.
- Una mujer marcada (1960) (Butterfield 8), de Daniel Mann.
- El Álamo (1960) (The Alamo), de John Wayne.
- Dos amores (1961) (Two Loves), de Charles Walters.
- Verano y humo (1961) (Summer and Smoke), de Peter Glenville.
- The Manchurian Candidate (1962) (The Manchurian Candidate), de John Frankenheimer.
- La gata negra (1962) (Walk on the Wild Side), de Edward Dmytryk.
- El maravilloso mundo de los hermanos Grimm (1962) (The Wonderful World of the Brothers Grimm), de Henry Levin.
- El precio de la muerte (1963) (The Running Man), de Carol Reed.
- Cuatro confesiones (1964) (The Outrage), de Martin Ritt.
- The Love Goddesses (1965) (The Love Goddesses), de Saul J. Turell.
- Darling (1965) (Darling), de John Schlesinger.
- Sentencia para un dandy (1968) (A Dandy in Aspic), de Anthony Mann.
- El crimen también juega (1968) (Rebus), de Nino Zanchin
- Un hombre de hoy (1970) (WUSA), de Stuart Rosenberg.
- La partida más peligrosa (1973) (Columbo: The Most Dangerous Match), de Edward M. Abroms.
- Night Watch (1973) (Night Watch), de Brian G. Hutton

## Libros sobre Laurence Harvey
- Hickey, Des and Smith, Gus. The Prince: The Public and Private Life of Laurence Harvey. Leslie Frewin. 1975.
- Stone, Paulene. One Tear is Enough: My Life with Laurence Harvey. 1975.
- Sinai, Anne. Reach for the Top: The Turbulent Life of Laurence Harvey. Scarecrow Press. 2003.

## Premios y nominaciones
Premios Óscar
| Año  | Categoría   | Película              | Resultado |
| ---- | ----------- | --------------------- | --------- |
| 1960 | Mejor actor | Un lugar en la cumbre | Nominado  |